# Korzeniówka (województwo mazowieckie)
Korzeniówka – wieś w Polsce położona w województwie mazowieckim, w powiecie piaseczyńskim, w gminie Tarczyn.
Wieś wchodzi w skład sołectwa Korzeniówka-Marylka.
W latach 1975–1998 miejscowość administracyjnie należała do województwa warszawskiego.